# Turistická značená trasa 4539
 Turistická značená trasa 4539 je 12,5 km dlouhá zeleně značená trasa Klubu českých turistů v okresech Zlín a Kroměříž spojující Halenkovice s hřebenem Chřibů u Komínských skal. Převažující směr je severní a poté západní. Trasa vede územím Přírodního parku Chřiby.

## Průběh trasy
Turistická trasa má svůj počátek v centru Halenkovic na rozcestí s červeně značenou trasou 0529 z Napajedel na Brdo. Stoupá obcí k severu po páteřní komunikaci a dále po silnici směřující na Žlutavu. Po jejím odbočení k severovýchodu pokračuje po zpevněné cestě lesem k severozápadu na rozcestí se zde končící žlutě značenou trasou 7572 z Otrokovic. Z něj pokračuje lesní cestou k jihozápadu k severnímu okraji osady Kržle. Od ní klesá lesní pěšinou k severozápadu a posléze lesní cestou k jihozápadu do údolí potoka Vrbky. Proti jejímu proudu pokračuje po zpevněné cestě k severozápadu k Trvajově studánce, následně stoupá lesní cestou na hřeben, kde vstupuje do souběhu se žlutě značenou trasou 7642 z Košíků. Společně vedou severozápadním směrem z počátku po zpevněné hřebenové cestě a poté klesající lesní pěšinou ke skalním útvarům Budačina. Zde trasa 7642 končí, prochází tudy rovněž modře značená trasa 2032 z Velehradu do Kroměříže. Již samostatně klesá trasa 4539 lesní cestou špatné kvality na západ do Kudlovické doliny. Z ní opět stoupá lesními pěšinami převažujícím západním směrem k Záskalí a dále k rozcestí pod Komínskými skalami, kde končí. Průchozí je zde opět červeně značená trasa 0529 a výchozí žlutě značená trasa 7622 do Zdounek.

## Turistické zajímavosti na trase
- Památník obětem světových válek a osvobození v Halenkovicích
- Kostel svatého Josefa v Halenkovicích
- Pomník Karla Mrazíka
- Trvajova studánka
- Přírodní památka a skalní útvar Budačina s pamětní deskou Antonína Rozsypala
- Spáčilova naučná stezka
- Kudlovická dolina
- Přírodní památka a skalní útvar Komínky